# Настоящее преступление
«Настоящее преступление» (англ. True Crime) — драма, снятая Клинтом Иствудом по мотивам одноименного романа Эндрю Клэвэна. Премьера в США состоялась 19 марта 1999 года.

## Сюжет
Фрэнк Луис Бичем был приговорён к смертной казни за убийство беременной женщины в супермаркете. 7 лет он провёл за решёткой и скоро его должны казнить с помощью «смертельной инъекции».
Журналистка Мишель Зиглер, которая писала о Фрэнке статьи в газету, за день до казни много выпила, не справилась с управлением и погибла в автокатастрофе.
Тёртый жизнью репортер Стив Эверетт на первый взгляд не вызывает симпатий. Он — пьяница, бабник, сквернословит, не слишком заботливый отец. Однако, когда Стив понимает, что молодой парень, которого должны казнить через 12 часов, не виноват, он, не раздумывая, идет на риск, чтобы предотвратить настоящее преступление.

## В ролях
- Клинт Иствуд — Стив Эверетт
- Исайя Вашингтон — Фрэнк Луис Бичем
- Лиза Гэй Хэмилтон — Бонни Бичем
- Джеймс Вудс — Алат Манн
- Денис Лири — Боб Финдли
- Бернард Хилл — начальник тюрьмы Лютер Планкитт
- Дайан Венора — Барбара Эверетт
- Майкл Маккин — преподобный Шиллерман
- Майкл Джетер — Дейл Портерхаус
- Мэри Маккормак — Мишель Зиглер
- Хэтти Уинстон — Анджела Рассел
- Люси Лью — продавец в магазине игрушек

## Критика
На агрегаторе рецензий Rotten Tomatoes рейтинг одобрения составляет 56% на основе 41 рецензии со средней оценкой 6 из 10. Критический консенсус веб-сайта гласит: «У фильма есть потенциал для захватывающей загадки, основанной на персонажах, но банальная история и ошибочно выбранный Клинт Иствуд подрывают его эффективность».